# Joseph Wright (filolog)
 Der er flere personer med dette navn, se Joseph Wright.
Joseph Wright (født 31. oktober 1855 i Thackley, død 27. februar 1930) var en engelsk sprogforsker.
Wright blev professor i sammenlignende sprogvidenskab ved Oxfords Universitet 1891. Uden for sin nærmeste faglige universitetsvirksomheds område (lære- og håndbøger i gotisk, oldhøjtysk, middelhøjtysk, oldengelsk, græsk) har han navnlig gjort sig fortjent og berømt som dialektforsker ved udarbejdelsen af English Dialect Dictionary, der udkom i 6 digre bind 1896—1905. Arbejdet var sat i gang af stifteren af English Dialect Society, Walter William Skeat, hvem den store ordbog er tilegnet. Men da Wright overtog arbejdet (1889), udvidede han i høj grad planerne for ordbogen, udsendte tusinder af spørgelister, skaffede sig medhjælpere, fik dannet lokalkomiteer rundt om i landet og så videre. Desuden udnyttedes den foreliggende dialektlitteratur (ordbøger, skildringer på folkemål og så videre), så at dialektarkivet voksede til op imod 2 millioner sedler. Med udmærket organisationsevne fremmede Wright bearbejdelsen af materialet og udgivelsen af værket, som han bekostede for egne midler. Ordbogens slutningsbind giver tillige en redegørelse for de engelske dialekters (især lydlige) forhold. Selv om indsamlingsarbejdet har måttet udføres næsten helt af fagligt uskolede optegnere, er Wrights dialektordbog af overordentlig værdi, så meget mere, som de engelske dialekter samtidig har været udsatte for voldsomme udviskende omdannelser (meddelelser fra Londons omegn mente Wright således at måtte lade helt ude af betragtning). Foruden oplysninger for lingvister byder ordbogen kulturhistorikeren et meget rigt stof (meddelelser om overtro, sæd og skik, lege og så videre). Intet andet land i verden kunde opvise en tilsvarende ordbog, omfattende — med en imponerende stofmængde — alle landets forskellige dialekter.